# Tribüne Bergpreis 1982
Der Tribüne Bergpreis 1982 war die 25. Austragung des seit 1957 ausgefahrenen Eintagesrennen um den Tribüne Bergpreis in der DDR. Das Rennen fand am 19. Juni statt.

## Strecke
Start und Ziel lagen in Blankenburg im Harz, der Kurs führte quer durch den Harz über Hüttenrode und Almsfeld im Bodetal und war ein Rundkurs mit je 17,5 Kilometern Länge.

## Rennverlauf
Der Tribüne Bergpreis war Bestandteil des internationalen Kalenders für Amateurrennen 1982 der Union Cycliste Internationale (UCI). Veranstalter war der Deutsche Radsportverband der DDR, organisiert wurde das Rennen von der BSG Lok Blankenburg und wurde von der Tageszeitung „Tribüne“ unterstützt. Der Tribüne Bergpreis war in jener Saison Bestandteil der Rennserie Großer Preis der sozialistischen Länder. Am Start waren Radrennfahrer aus der Tschechoslowakei, Polen, Bulgarien, Rumänien, Ungarn und der DDR.
Bereits in der vierten Runde hatte sich nach mehrerer Attacken einzelner Fahrer eine größere Spitzengruppe von zehn Aktiven gebildet, in der sechs ausländische Starter fuhren. Vor der letzten Runde konnten sich Drogan, Hartnick, Skoda und Jurco erfolgreich absetzen. In der letzten Runde am „Ziegenkopf“ sprintete Drogan seinen Konkurrenten davon und kam mit deutlich mehr als einer Minute Vorsprung ins Ziel. Den Sprint der Verfolger entschied Hartnick für sich. Die Bergwertung gewann Jurco.
|     | Fahrer                | Verein/Land      | Zeit (h)       |
| --- | --------------------- | ---------------- | -------------- |
| 01. | Bernd Drogan          | SC Cottbus       | 4:36:11        |
| 02. | Hans-Joachim Hartnick | SC Cottbus       | + 1:23 Minuten |
| 03. | Jiří Škoda            | Tschechoslowakei | + 1:23 Minuten |
| 04. | Milan Jurčo           | Tschechoslowakei | + 2:11 Minuten |
| 05. | Hans Matern           | SC Dynamo Berlin | + 7:30 Minuten |
| 06. | Martin Goetze         | SC DHfK Leipzig  | + 7:30 Minuten |
| 0 … |                       |                  |                |